# Dálněvýchodní federální univerzita
Dálněvýchodní federální univerzita (rusky Дальневосточный федеральный университет, Dalněvostočnyj feděralnyj universitět) je vysoká škola ve Vladivostoku. Její historie sahá až do roku 1899. V roce 2013 se univerzita postupným přesunem přemístila do nového kampusu na Ruském ostrově. Tento kampus byl vystavěn pro summit APEC v roce 2012. Zároveň byl ostrov spojen s městem novým mostem. Celkové náklady na výstavbu nových budov, mostů apod. přesáhly 680 miliard ruských rublů (21 miliard amerických dolarů).
Na univerzitě studuje okolo 33 tisíc studentů, z toho 2 tisíce cizinců z 35 různých zemí. Působí zde 3300 vědecko-pedagogických pracovníků. Škola nabízí 300 studijních programů. (2016)

## Struktura
Univerzita se skládá z devíti „škol“, které organizačně odpovídají našim fakultám:
- Inženýrská škola
- Škola biomedicíny
- Škola humanitních věd
- Škola přírodních věd
- Škola umění, kultury a sportu
- Škola pedagogiky
- Východní institut - Škola regionálních a mezinárodních výzkumů
- Škola ekonomiky a managementu
- Právnická škola